# Maffalda
Arthur Gomes (São Paulo, 4 de fevereiro de 1996), profissionalmente conhecido como Maffalda, é um produtor musical e DJ dos gêneros pop, trap, dubstep, funk carioca e jersey club. Conhecido por misturar dentro da música eletrônica os mais variados estilos musicais sem deixar de fora a sonoridade dos ritmos brasileiros.

## Biografia
Nascido e criado na cidade de São Paulo, Arthur começou a produzir sons em 2010, quando conheceu o aplicativo Fruity Loops, mas só no ano de 2011 que começou a lançar suas produções independentes na internet, sob o nome The Arsenal Project. Com o fim do projeto, passou a assinar como Maffalda. Em 2016 fundou o Brabo Music Team com o também DJ e produtor musical, Rodrigo Gorky (ex-Bonde do Rolê) e o coletivo Lost Boys com o produtor audiovisual Pedro Chediak.
Em 2015 lançou seu primeiro EP oficial junto com o produtor carioca Carlos do Complexo intitulado Carlos e Maffalda pelo selo Funk na Caixa. Ainda em 2015 fez sua apresentação de estreia. No ano seguinte ganhou destaque após atuar na coprodução do disco LP da cantora Luiza Possi, no EP Open Bar de Pabllo Vittar e em parte da trilha sonora do filme #Garotas, do mesmo ano.
Em 2016 juntamente com os produtores Diplo e Rodrigo Gorky, trabalharam na produção do álbum de estréia da drag queen Pabllo Vittar, que recebeu certificação de platina Pró-Música Brasil, tendo dois de seus singles alcançando mais de 50 milhões de acessos no clipe no YouTube em dois meses, o 3º lugar na lista Viral 50 Global do Spotify e o terceiro single K.O. batendo o próprio recorde de Vittar sendo seu vídeo musical mais visto, com mais de 400 milhões de visualizações no YouTube. A música alcançou a 1° posição de mais executada em todo o Brasil, no Spotify.
Em 2018 lançou um flip da música Infinity 2008, do Guru Josh, combinando ritmos nordestinos com samples do MC Vuk Vuk. Tal combinação deu tão certo que se tornou um viral na internet e atualmente é o vídeo mais visto em seu canal no YouTube, com 1.6 milhões de acessos. O sucesso improvável da música deu à Maffalda uma maior notoriedade como produtor por parte do público.